# George Spencer-Churchill, 6:e hertig av Marlborough
George Spencer-Churchill, 6:e hertig av Marlborough, född 27 december 1793 i Wokingham i Berkshire, död 1 juli 1857 på Blenheim Palace i Oxfordshire, var en brittisk aristokrat.

## Biografi
George Spencer-Churchill var son till George Spencer-Churchill, 5:e hertig av Marlborough (1766–1840) och hans maka Lady Susan Stewart (1767–1841).
Han var konservativ parlamentsledamot 1818–1820 och 1838–1840. Han utnämndes till jur. hedersdoktor av universitetet i Oxford 1842. Han var också lordlöjtnant av Oxfordshire mellan 1842 och 1857.

### Familj
George Spencer-Churchill gifte sig 1819 med sin kusin Lady Jane Stewart (1798–1844) och ingick ett andra äktenskap 1846 med Hon. Charlotte Augusta Flower (1818–1850) och ett tredje 1851 med Jane Frances Clinton Stewart (1817–1897).
Barn:
- John Spencer-Churchill, 7:e hertig av Marlborough (1822–1883); gift 1843 med Lady Frances Anne Emily Vane (1822–1899)
- Lady Louisa Spencer-Churchill (d. 1882); gift 1845 med Hon Robert Spencer (d. 1881)
- Lord Alfred Spencer-Churchill (1824–1893); gift 1857 med Hon Harriet Louisa Hester Gough (1832–1901)
- Lord Alan Spencer-Churchill (1825–1873) gift 1846 med Rosamond Caulfeild (d. 1888)